# Adolfo Aldana
Adolfo Aldana Torres (n. San Roque, provincia de Cádiz; 5 de enero de 1966), futbolista profesional español retirado y entrenador.
Aunque comenzó como delantero, fue evolucionando en su demarcación para pasar a jugar en la posición de mediocampista o interior derecho, siempre con gran vocación ofensiva.

## Trayectoria
Formado en las canteras juveniles del Real Madrid, debutó con el primer equipo el 2 de enero de 1988 en un partido frente al Fútbol Club Barcelona en el que resultó vencedor el equipo blanco. Desde ese momento se convirtió en uno de los jugadores de banquillo más utilizados, ofreciendo un rendimiento de gran nivel. Destacó por ello y por su gran parecido con Míchel, que en aquellos momentos monopolizaba el carril derecho del equipo merengue. Colabora activamente en la consecución de las ligas de 1989 y 1990 del equipo blanco, así como en la Copa del Rey de 1989 y el subcampeonato de Copa del Rey de 1990.
Su buen rendimiento y su buenas maneras hacen que otros equipos se fijen en él, especialmente el Atlético de Madrid del polémico Jesús Gil; no obstante, Aldana se quedará en el Real Madrid hasta 1992. Tras el fichaje de Luis Enrique por el Real Madrid, sus oportunidades en el club blanco van a decrecer, lo que sumado a los graves problemas económicos de la entidad, obligan a su salida. Sin embargo, su destino no será un club grande, sino el entonces aún modesto Deportivo de La Coruña, que había ascendido hacía solo un año. En el equipo gallego, presidido por Augusto César Lendoiro y dirigido por Arsenio Iglesias, va a realizar una gran temporada que le va a llevar a la selección de la mano de Javier Clemente, para sustituir curiosamente a Míchel, y al Depor a luchar por el título de liga.
La alineación de 1992-93 del Depor es la conocida como Super-Depor que sería aprendida por todos los buenos aficionados al fútbol: Liaño, Albístegui, Nando, Ribera, Djukic, López Rekarte, Mauro Silva, Adolfo Aldana, Fran, Bebeto y Claudio Barragán.
Una grave lesión le mantiene 14 meses alejados de los terrenos de juego y hace que no pueda acudir al mundial de Estados Unidos, para el que contaba con grandes opciones. No vuelve a jugar hasta la temporada 94-95, en la que sigue contando con el apoyo de los técnicos y de la afición, si bien su rendimiento nunca llegara a ser tan bueno como el de antes. En la temporada 1995-96 deja el Depor para reforzar al Espanyol, clasificado para la copa de la UEFA, aunque disputa pocos partidos en su primera temporada y pasa la segunda completamente en blanco. Posteriormente ficharía por el C. P. Mérida de la segunda división, donde tras jugar 25 partidos y anotar dos goles, se retira.
Tras dejar el fútbol realizó los estudios que le han convertido en entrenador, ocupando en la actualidad el cargo de seleccionador andaluz.

## Clubes
| Club                   | Categoría        | Año       | Partidos | Goles |
| ---------------------- | ---------------- | --------- | -------- | ----- |
| Real Madrid            | Primera División | 1987/1988 | 4        | 2     |
| Real Madrid            | Primera División | 1988/1989 | 13       | 2     |
| Real Madrid            | Primera División | 1989/1990 | 13       | 5     |
| Real Madrid            | Primera División | 1990/1991 | 31       | 1     |
| Real Madrid            | Primera División | 1991/1992 | 11       | 2     |
| Deportivo de La Coruña | Primera División | 1992/1993 | 26       | 7     |
| Deportivo de La Coruña | Primera División | 1993/1994 | 0        | 0     |
| Deportivo de La Coruña | Primera División | 1994/1995 | 33       | 6     |
| Deportivo de La Coruña | Primera División | 1995/1996 | 33       | 6     |
| R. C. D. Espanyol      | Primera División | 1996/1997 | 10       | 0     |
| R. C. D. Espanyol      | Primera División | 1997/1998 | 0        | 0     |

## Palmarés
- Liga 1987-88, 1988-89, 1989-90 con el Real Madrid.
- Copa del Rey 1989 con el Real Madrid.
- Supercopa 1990 con el Real Madrid.
- Copa del Rey 1995 con el Deportivo de La Coruña.
- Subcampeonato de liga 1994 con el Deportivo de La Coruña
- Supercopa 1995 con el Deportivo de la Coruña.